# Dekanat werchnio-użanski
Dekanat werchnio-użanski – jeden z 7 dekanatów katolickich w diecezji mukaczewskiej na Ukrainie.

## Parafie
- Antałowce – Kościół św. Antoniego Padewskiego
- Dowge – Kościół Ducha Świętego
- Gałocz – Kościół Matki Bożej Królowej Różańca św.
- Głyboke – Kościół Matki Bożej Królowej Różańca św.
- Huta – Kościół Najświętszego Imienia Maryi
- Łysyczewo – Kościół {wezwanie nie wiadomo}
- Onokowce – Kościół Nawiedzenia Najświętszej Maryi Panny
- Pereczyn – Kościół św. Augustyna
- Serednie – Kościół św. Łukasza Ewangelisty
- Turja Remeta – Kościół św. Grzegorza M.
- Wielkie Berezne – Kościół Trójcy Przenajświętszej
- Wełyky Berezny – Kaplica na cmentarzu (bez wezwania)
- Zabridź – Kościół św. Józefa